# Zygmunt Kostarczyk
Zygmunt Kostarczyk (ur. 2 kwietnia 1915 w Postępie, zm. 3 czerwca 1997) – polski polityk, poseł na Sejm PRL IX kadencji.

## Życiorys
Od 1929 do 1934 uczęszczał do Gimnazjum im. Romualda Traugutta w Częstochowie, gdzie zdał gimnazjalny zwyczajny egzamin dojrzałości typu humanistycznego. We wrześniu 1945 został nauczycielem w Liceum Ogólnokształcącym w Żarkach. Od 1953 do 1960 był zatrudniony w Zjednoczonych Zespołach Gospodarczych „Veritas”. W 1960 ukończył Wyższą Szkołę Ekonomiczną w Sopocie.
Zasiadał w Wojewódzkiej Radzie Narodowej w Częstochowie. Był przewodniczącym wojewódzkiego oddziału Polskiego Związku Katolicko-Społecznego, z ramienia którego w latach 1985–1989 pełnił mandat posła na Sejm PRL IX kadencji w okręgu Częstochowa, zasiadając w Komisji Ochrony Środowiska i Zasobów Naturalnych, Komisji Rolnictwa, Leśnictwa i Gospodarki Żywnościowej, Komisji Nadzwyczajnej do rozpatrzenia projektu Ordynacji Wyborczej do Sejmu oraz Ordynacji Wyborczej do Senatu oraz w Komisji Nadzwyczajnej do rozpatrzenia projektów ustaw o stosunku Państwa do Kościoła Katolickiego, o gwarancjach wolności sumienia i wyznania oraz o ubezpieczeniu społecznym duchownych.
Odznaczony Odznaką Tysiąclecia Państwa Polskiego oraz Odznaką „Zasłużony dla Rozwoju Województwa Częstochowskiego”.
Pochowany na Cmentarzu Rakowskim w Częstochowie.